# Збройні сили Словаччини
Збройні сили Словаччини (словац. Ozbrojené sily Slovenskej republiky) — сукупність військ Словацької Республіки, призначених для захисту свободи, незалежності та територіальної цілісності держави. Складаються з сухопутних військ і військово-повітряних сил, військ протиповітряної оборони, прикордонних військ і військ цивільної оборони.

## Історія

### Збройні сили Республіки Словаччина (1939—1944)

генерал Ф. Чатлош нагороджує словацьких солдат — учасників польської кампанії 1939

В результаті німецької окупації і розділення Чехословаччини, 14 березня 1939 року була створена держава Словаччина (словац. Slovenský štát).
В цей же день, 14 березня 1939 угорські війська перейшли в наступ на Закарпатті. Підрозділи східної армії Чехословаччини, що знаходилися в регіоні (які з 14 березня 1939 перейшли в підпорядкування уряду Словаччини) спочатку протидіяли просуванню угорських військ і роззброювали військових «Карпатської січі» (зокрема, в місті Хуст), але потім почали відступ. В результаті, до 17 березня 1939 угорські війська зайняли територію Карпатської України. 18 березня 1939 року у Відні був підписаний німецько-словацький договір, за яким Третій Рейх брав Словаччину під своє заступництво і виступав гарантом її незалежності. У західній частині Словаччини була створена «зона безпеки» (нім. Schutzzone), в яку були введені німецькі війська.
Формування збройних сил Словаччини було розпочато на основі воєнізованих збройних загонів словацьких фашистів «Глінкова гвардія» та особового складу підрозділів чехословацької армії, що залишилися на території Словаччини. Озброєння і бронетехніка (30 танкеток LT vz.33, 27 легких танків LT vz.34, танки LT vz.35 і LT vz.40, бронеавтомобілі OA vz.27 і OA vz.30, тягачі та ін.) також належали чехословацької армії.
До складу збройних сил Словаччина входили:
- Сухопутні війська (словац. Slovenská Armáda)
- ВПС (словац. Slovenské Vzdusné Zbrane)
- Допоміжні воєнізовані формування:

* Служба протиповітряної оборони (словац. SCivilná Protiletecká Obrana)
* Служба державної охорони (словац. Stráž obrany štátu, SOŠ) — створена в листопаді 1943 року, розформована 15 вересня 1944 року
Спочатку, в 1939 році, військовослужбовці словацької армії були обмундировані в уніформу чехословацької армії з новими знаками відмінності (замість погон були введені петлиці; всі військовослужбовці носили нарукавні пов'язки червоного кольору із зображенням чорної свастики в білому колі; крім того, у деяких військовослужбовців на касці було нанесено зображення патріаршого хреста з двома перекладинами); пізніше, військовослужбовці словацької армії носили уніформу німецького зразка з національною нашивкою на рукаві.
23—31 березня 1939 року збройні сили неуспішно вели оборонні бої проти військ Угорщини, які захопили частину території в східній частині Словаччини.
У середині липня 1939 року сприянні з боку Німеччини влада Словаччини прийняли рішення про створення в рамках словацької армії окремих регулярних підрозділів з етнічних німців, в результаті ними були укомплектовані: 2-й батальйон 3-го піхотного полку (під командуванням майора Вальтера Домеса) і 2-й артилерійський дивізіон 12-го артилерійського полку (під командуванням майора Кароля Піхла). Особливого статусу ці частини не отримали, але була передбачена невелика різниця в знаках відмінності — вони були обмундировані в стандартну уніформу словацької армії, але на комірі носили щиток зі свастикою.
Надалі, після початку німецького вторгнення в Польщу у вересні 1939 року війська Словаччини скоїли вторгнення на територію Польщі і брали участь в боях з підрозділами польської армії.
24 листопада 1940 року уряд Словаччини підписав Троїстий пакт.
Надалі, на території Словаччини почалося військове будівництво аеродромів та іншої інфраструктури для забезпечення німецьких військ групи армій «Heeresgruppe B».
Крім того, в 1940—1941 роках німці передали Словаччині 37 трофейних танків Pz.Kpfw.38 (t) Ausf.S
22 червня 1941 року, в день нападу Німеччини на СРСР, бойова група словацької армії (3500 найбільш боєздатних словацьких військовослужбовців зі складу «рухомої бригади» і кілька легких танків чехословацького виробництва) під керівництвом німецьких офіцерів разом з частинами німецької 17-ї армії вермахту атакувала радянські війська в районі міста Липовець. Атака була неуспішною — словаки зазнали втрат, більшість їх танків було підбито і вони відступили на вихідні позиції
23 червня 1941 року уряд Й. Тисо оголосив війну СРСР і відправило на східний фронт рухливу групу «Калінчак» і Словацький експедиційний корпус, які брали участь у бойових діях проти радянських військ. Крім того, словацькі частини несли охоронну службу і брали участь у боротьбі з радянськими партизанами на окупованій території СРСР.
У кінці липня 1941 року на Східний фронт були відправлені шість авіаційних ескадрилей військово-повітряних сил Словаччини.
25 листопада 1941 уряд Словаччини підписало Антикомінтернівський пакт.
13 грудня 1941 року уряд Й. Тисо оголосив війну Великій Британії та США, однак Велика Британія і США протягом всієї війни не оголошували війну Словаччині.
У 1942 році німці передали Словаччині 14 літаків-розвідників FW.189А-1, якими була укомплектована 1-а розвідувальна авіаційна ескадрилья (також спрямована на Східний фронт).
Після оточення німецьких військ під Сталінградом і початку радянського наступу на Північному Кавказі словацькі підрозділи, що знаходилися в складі групи армій «A», були деморалізовані, почастішали випадки дезертирства словацьких військовослужбовців та їх переходу на бік радянських військ і радянських партизан.
15 травня 1943 року в районі села Ремези БСРР на бік радянських партизанів перейшов начальник штабу 101-го піхотного полку капітан Ян Налепка з групою офіцерів і солдат полку. 18 травня 1943 в радянському партизанському з'єднанні А. Н. Сабурова був створений партизанський загін із чехів і словаків. 8 червня 1943 до них приєднався словацький солдат Мартін Корбел, який приїхав на танку — так партизани отримали справний гарматний танк з двома кулеметами і боєкомплектом
29-30 жовтня 1943 року в районі Мелітополя на бік радянських військ перейшла значна частина військовослужбовців 1-ї словацької піхотної дивізії.
В червні 1943 року уряд Й. Тисо замовив у німців 58 танків LT-38 для словацької армії, після чого німці поставили словацької армії 37 танків Pz.Kpfw.38 (t) різних модифікацій і 7 танків PzKpfw III Ausf.N.
Надалі, словацькі частини на Східному фронті увійшли до складу створеної 31 березня 1944 року німецької групи армій «Південна Україна».
Навесні 1944 року, з дозволу німецького командування, була створена східнословацька армія. Після початку Словацького повстання, в ході якого на бік повсталих переходили військовослужбовці та підрозділи словацької армії, 29 серпня 1944 року німецьке командування почало роззброєння словацької армії, військовослужбовці якої не чинили опору німецьким військам. Надалі, деякі офіцери словацької армії продовжили військову службу на боці гітлерівської Німеччини, частина солдатів була демобілізована, проте велика частина військовослужбовців була відправлена в концентраційні табори.
Загалом протягом війни Словаччина мобілізувала на військову службу 80 тис. Осіб, з яких 50 тис. Були спрямовані на Східний фронт. У війні проти СРСР безпосередньо брали участь військові частини Словаччини, еквівалентні 2,5 дивізіям: дві піхотні дивізії, три артилерійські полки (один гаубичний полк, один полк протитанкової артилерії і один зенітно-артилерійський полк), один авіаполк і один танковий батальйон — в цілому, 42,5 тис. військовослужбовців, 246 гармат і мінометів, 35 танків і 160 літаків (у тому числі, 16 винищувачів Messerschmitt Bf.109E3, 25 винищувачів Avia B-534, 30 легких бомбардувальників Letov Š-328 і ін.). Крім того, був побудований ерзац-бронепоїзд «Орел-1», який використовувався для охорони залізничної лінії Пінськ — Гомель
Втрати словацької армії на Східному фронті склали 1565 військовослужбовців убитими, померлими від ран і хвороб і зниклими безвісти, а також 5200 полоненими
З урахуванням поранених, втрати словацької армії на Східному фронті склали понад 2 тис. Військовослужбовців убитими, померлими від ран і хвороб, зниклими безвісти і пораненими.
Крім збройних сил Словаччини, громадяни Словаччини служили в збройних формуваннях Третього Рейху, в тому числі в підрозділах і військ СС.
- У 1944 році при «Абвергрупі-218» (доданої штабу командувача німецькими військами в Словаччині) почалося створення бойових підрозділів. 2-й спеціальний загін «Абвергрупи-218» був сформований з 220 словацьких фашистів, прийнятих на німецьку військову службу[24];
- Словаки служили в 4-й роті 502-го єгерського батальйону СС[25]
- В 1944 році на території Словаччини з німців і словаків була сформована оперативна група « SS-Jagdeinsatz Slowakei », що знаходилася в підпорядкуванні «Винищувального з'єднання СС» Південний-Схід "« („ SS-Jagdverband Südost “)[26].
- Пізніше, з німців і словаків була сформована бойова група ваффен-СС „Schneewittchen“ („ SS-Kampfgruppe“ Schneewittchen „“), яка брала участь у боротьбі з партизанами

У загальній складності, тільки в підрозділах і військах СС служило до 6 тис. Словаків і 12 тис. проживаючих на території Словаччини німців- „фольксдойче“. Крім того, етнічні німці- „фольксдойче“, які проживали на території Словаччини, з 1939 року служили в збройних загонах „ Freiwillige Schutzstaffel “, що перебували в підпорядкуванні загальних СС. Ще 850 громадян Словаччини служили в німецьких будівельних частинах і 2000 — в помічниках Люфтваффе.

### Збройні сили Словацької республіки (з 1993 року)

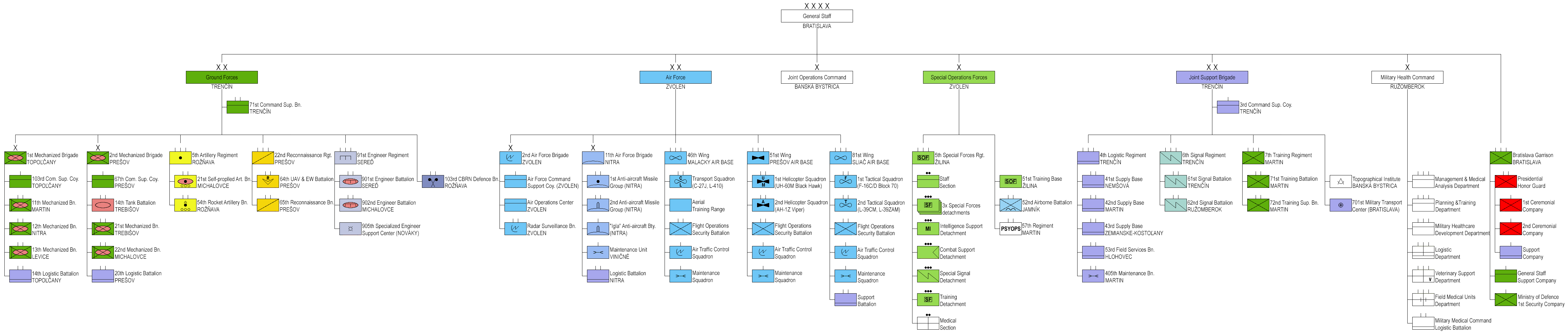
Структура збройних сил Словаччини 2024

Збройні сили Словаччини були знову створені в 1993 році, після розпаду Чехословаччини.
З 1994 року Словаччина активно брала участь у програмі НАТО Партнерство заради миру.
У 1995 році чисельність збройних сил склала 47 тис. чоловік.
Словаччина направила військовослужбовців до складу миротворчого контингенту ООН в Анголі.
У 1998 році Словаччина направила військовослужбовців до складу UNDOF — миротворчого контингенту ООН для несення служби на Голанських висотах. У лютому 2008 року було прийнято рішення про виведення словацьких миротворців.
Після початку, влітку 1999 року, операції НАТО по стабілізації обстановки в Косово і Метохії, Словаччина направила військовослужбовців до складу контингенту KFOR.

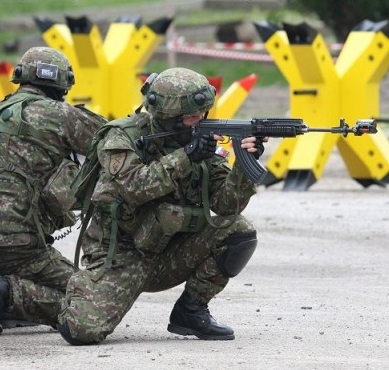
Солдати з 12-го механізованого батальйону

Крім того, Словаччина направила військовослужбовців до складу контингенту НАТО в Боснії і Герцеговині.
В рамках підготовки до вступу в НАТО Словаччина з кінця 1990-х років приступила до реорганізації збройних сил та модернізації матеріально-технічної бази армії. На 2001–2004 роки були передбачені військові асигнування в розмірі 1,89 % ВВП (400 млн дол. США на рік): до 25 % цих коштів були призначені на модернізацію озброєння, решта коштів — на утримання техніки і особового складу.
У 2001 році чисельність збройних сил становила 33 тис. чол, в тому числі: чисельність Сухопутних військ — 19,8 тис. чол., ВПС — 10,2 тис. чол. Чисельність резерву (національна гвардія) — 20 тис. чол., Воєнізованих формувань — 2,6 тис. чол. (в тому числі сили внутрішньої безпеки — 1,4 тис. чол.).
З 2002 року був початий перехід від загального військового обов'язку до комплектування Збройних сил за контрактом. З 1 серпня 2005 року було скасовано загальну військову повинність, відбувся перехід до контрактної армії.
На початку 2003 року розпочав діяльність Військовий ординаріат Словаччини.
Військовослужбовці Словаччини входять до складу миротворчого контингенту ООН на острові Кіпр.
Словаччина бере участь в війні в Афганістані, у 2002 році уряд направив військовий контингент до складу сил ISAF. Втрати словацького контингенту в Афганістані склали 3 військовослужбовці загиблими і не менше 8 пораненими.
Крім того, у вересні 2012 року за програмою «NATO Training Mission-Afghanistan» в Афганістан було направлено групу з шести військових радників для навчання військовослужбовців афганської армії поводження з 122-мм гаубицями Д-30
Словаччина брала участь в війні в Іраку, у 2003 році уряд направив військовий контингент до складу сил міжнародної коаліції. Контингент був виведений з Іраку наприкінці 2007 року, втрати словацького контингенту в Іраку склали 4 військовослужбовці загиблими. Крім того, за програмою NATO Training Mission-Iraq Словаччина відправила в Ірак 5 військових інструкторів (які припинили діяльність і залишили країну в квітні 2007 року) і виділила 53 тис. Доларів США на фінансування програми навчання сил безпеки Іраку.
29 березня 2004 року Словаччина вступила в НАТО і взяла на себе зобов'язання збільшити військові витрати до 2 % ВВП (хоча фактично, в 2005—2007 роках військові витрати становили 1,6 % ВВП).
У 2006 році чисельність збройних сил склала 26 200 осіб.

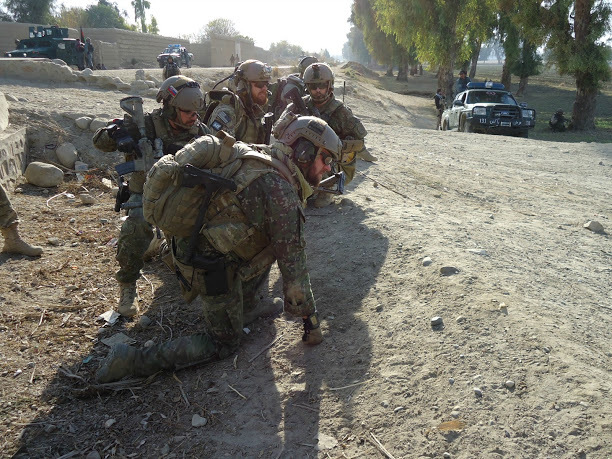
Солдати 5-го полку спеціального призначення в Афганістані.

1 жовтня 2007 року в місті Тренчин був відкритий Центр передового досвіду НАТО з знешкодження боєприпасів, що не спрацювали (англ. Explosive Ordnance Disposal Centre of Excellence)
Також, у жовтні 2007 року Словаччина підписала угоду про військову співпрацю з Ізраїлем.
У квітні 2008 року Словаччина та Казахстан підписали угоду про військове співробітництво. Зокрема, угода передбачає навчання офіцерського складу збройних сил Казахстану на курсах в Академії збройних сил генерала М. Р. Штефаника в місті Ліптовський Мікулаш і на базі центру партнерство заради миру, а також проведення стажування казахстанських військових медиків у центральному військовому госпіталі Словаччини в місті Ружомберок.
У 2009 році Словаччина закупила 10 бронемашин Iveco LMV, надалі, їх кількість було збільшено до 40 машин. Бронемашини Iveco LMV M65E збройних сил Словаччини обладнані бойовим модулем, розробленим словацькою компанією «EVPU Нова Дубніца» у співпраці з чеським військовим ремонтним підприємством VOP-026 «Штернбек», вартість однієї машини становить 27 млн крон.
28 березня 2013 між міністерствами оборони Грузії та Словаччини був підписаний Меморандум про співробітництво у військовій сфері

### Сучасний стан

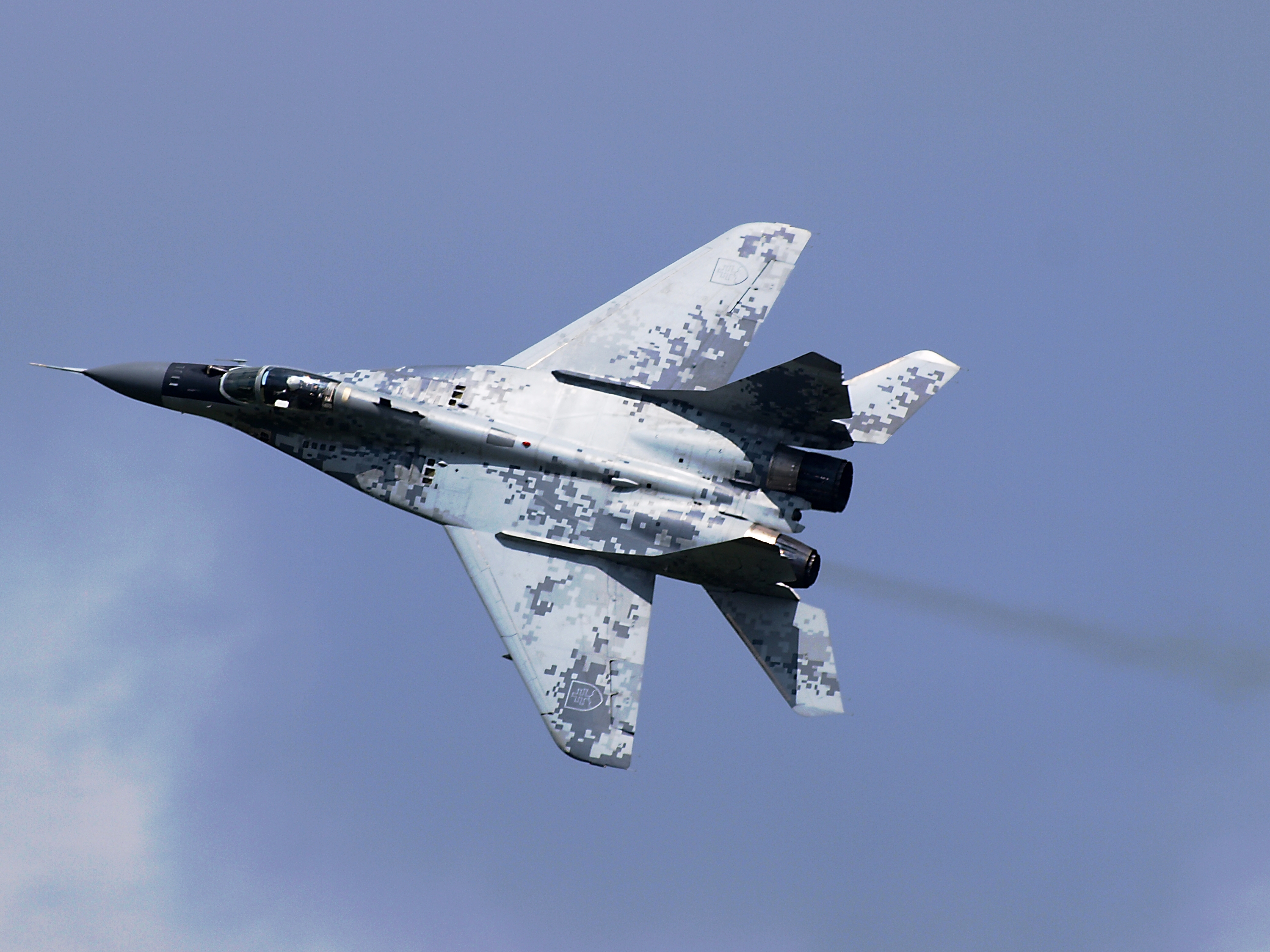
Модернізований словацький МіГ-29

Військовий бюджет Словаччини в 2010 році становив 1,09 млрд доларів США.
Станом на 2011 рік, загальна чисельність збройних сил становила 16 530 осіб, комплектування здійснювалося за призовом (термін служби за призовом — шість місяців), ще 20 тис. служили в національній гвардії

#### Сухопутні війська
7322 осіб. Включають в себе штаб, дві механізовані бригади, окремий розвідувальний полк, один артилерійський дивізіон, один інженерний батальйон і один батальйон хімічного захисту. На озброєнні мається 245 танків Т-72М, 383 БМП, 132 бронетранспортерів, 5340 гармат польової артилерії (у тому числі, 119 самохідних гаубиць «Дана», 46 самохідних гаубиць «Гвоздика», 51 буксирувана гаубиця Д-30, 16 гаубиць М-200, 84 РСЗВ, 12 120-мм мінометів, 425 ПУ ПТКР, 48 ЗРК.

#### Повітряні сили
4190 осіб, 22 винищувача МіГ-29 (з них 12 модернізовані до стандартів НАТО), 3 Су-22М4, 15 L-39, 16 бойових вертольотів Мі-24, 14 вертольотів Мі-8 і Мі-17, шість Мі-2.